# Shakopee
Shakopee és una població dels Estats Units a l'estat de Minnesota. Segons el cens del 2006 tenia 33.460 habitants.

## Demografia
Segons el cens del 2000, Shakopee tenia 20.568 habitants, 7.540 habitatges, i 5.360 famílies. La densitat de població era de 294,1 habitants per km².
Dels 7.540 habitatges en un 38,9% hi vivien nens de menys de 18 anys, en un 58,2% hi vivien parelles casades, en un 8,6% dones solteres, i en un 28,9% no eren unitats familiars. En el 21% dels habitatges hi vivien persones soles el 5,7% de les quals corresponia a persones de 65 anys o més que vivien soles. El nombre mitjà de persones vivint en cada habitatge era de 2,66 i el nombre mitjà de persones que vivien en cada família era de 3,12.
Per edats la població es repartia de la següent manera: un 27,5% tenia menys de 18 anys, un 8,9% entre 18 i 24, un 38,8% entre 25 i 44, un 17,5% de 45 a 60 i un 7,4% 65 anys o més.
L'edat mediana era de 32 anys. Per cada 100 dones de 18 o més anys hi havia 94,6 homes.
La renda mediana per habitatge era de 59.137$ i la renda mediana per família de 66.885$. Els homes tenien una renda mediana de 41.662$ mentre que les dones 32.244$. La renda per capita de la població era de 25.128$. Entorn de l'1,8% de les famílies i el 3,5% de la població estaven per davall del llindar de pobresa.

## Poblacions més properes
El següent diagrama mostra les poblacions més properes.